# Џон Хоквуд
Џон Хоквуд (енгл. Sir John Hawkwood; око 1320 - 17. март 1394. година) био је енглески вођа најамника и учесник Стогодишњег рата.

## Биографија
После потписивања мира у Бретињију, на челу једне своје компаније најамника, прешао је у Италију, где је ратовао за рачун разних градова-држава, а највише за Фиренцу од које је стекао углед и имање. Скоро 30 година вршио је јак утицај на политичке прилике у Италији. Често је пресуђивао међу њеним државама. Претеча је каснијјих кондотијера. Био је врло храбар, вешт у маневрисању и мање окрутан од других најамничких вођа свог времена.